# Tom Barrasso
Thomas Patrick "Tom" Barrasso, född 31 mars 1965 i Boston, Massachusetts, är en amerikansk före detta professionell ishockeymålvakt.
Barrasso spelade 18 säsonger i NHL för Buffalo Sabres, Pittsburgh Penguins, Ottawa Senators, Carolina Hurricanes, Toronto Maple Leafs och St. Louis Blues.

## NHL

### Buffalo Sabres
Tom Barrasso valdes av Buffalo Sabres i första rundan i NHL-draften 1983 som 5:e spelare totalt, direkt efter Pat LaFontaine och Steve Yzerman. Barrasso, som säsongerna 1981–82 och 1982–83 spelat för High School-laget Acton-Boxborough Colonials i Acton, Massachusetts, tog direkt en plats mellan Buffalo Sabres stolpar som 18-åring säsongen 1983–84. Barrasso, som delade på målvaktssysslorna med Bob Sauve, imponerade så pass under sin första säsong i NHL att han inte endast tilldelades Calder Trophy som årets rookie före Detroit Red Wings Steve Yzerman utan även Vezina Trophy som årets målvakt före Calgary Flames Reggie Lemelin. På 42 spelade matcher under sin debutsäsong registrerades Barrasso för 26 vinster, 12 förluster och 3 oavgjorda matcher. Hans snitt på insläppta mål per match var 2.84 vilket var näst bäst av alla målvakter i NHL. Barrassos räddningsprocent på .893 var tredje bäst i ligan.
Barrasso spelade i Buffalo Sabres fram till och med inledningen på säsongen 1988–89 då han byttes bort till Pittsburgh Penguins tillsammans med ett val i tredje rundan i NHL-draften 1990 mot Doug Bodger och Darrin Shannon.

### Pittsburgh Penguins
Tom Barrasso kom till ett Pittsburgh Penguins på uppgång med en stark offensiv byggd runt superstjärnan Mario Lemieux. Barrassos första säsong i Penguins, 1988–89, slutade i andra rundan i Stanley Cup-slutspelet där laget föll mot Philadelphia Flyers med 4-3 i matcher. Följande säsong, 1989–90, blev misslyckad både för Barrasso, som endast spelade 24 matcher, och för Penguins som missade slutspelet med 1 poäng.

#### Stanley Cup 1991 och 1992
Säsongen 1990–91 var dock Barrasso och Pittsburgh Penguins tillbaka i slutspelet efter att man vunnit Patrick Division med 88 poäng och slutat trea i Wales Conference. Med nya spelare som Jaromir Jagr, Ron Francis, Larry Murphy och Ulf Samuelsson vann Penguins i första rundan mot New Jersey Devils med 4-3 i matcher innan man avfärdade Washington Capitals i andra rundan med 4-1 i matcher och Boston Bruins i tredje rundan med 4-2 i matcher. I finalen stötte Penguins på överraskningslaget Minnesota North Stars. North Stars hade vunnit minst matcher av alla slutspelslag i grundserien med endast 27 segrar men hade slagit ut favorittippade Chicago Blackhawks, St. Louis Blues och Edmonton Oilers på vägen till finalen. North Stars ledde finalserien med både 1-0 och 2-1 i matcher innan Penguins vände på steken och vann de tre sista matcherna och Stanley Cup. Tom Barrasso tog 39 skott och höll nollan i den sjätte och avgörande matchen som Penguins vann med förkrossande 8-0.
Säsongen 1991–92 slutade Penguins fyra i Wales Conference med 87 poäng. Barrasso spelade 57 matcher i grundserien med ett genomsnitt på 3.53 insläppta mål per match. I första rundan av slutspelet slog man ut Washington Capitals med 4-3 i matcher. I andra rundan stötte Penguins på New York Rangers som hade vunnit Presidents' Trophy under grundserien som ligans bästa lag med 105 poäng. Penguins avfärdade Rangers med 4-2 i matcher. De två första rundorna hade varit långdragna matchserier men i den tredje rundan gick proppen ur för Penguins som körde över Boston Bruins med 4-0 i matcher. Bruins spelade utan sin skadade storstjärna Cam Neely som hade gått några tuffa bataljer mot Penguins back Ulf Samuelsson i slutspelet året innan. Av bara farten vann Barrasso och Penguins Stanley Cup-finalen mot Chicago Blackhawks med 4-0 i matcher för sin andra raka Stanley Cup. Matcherna var dock jämna då tre av dem var uddamålssegrar och en av dem en tvåmålsseger. Barrasso höll exempelvis nollan i den tredje finalmatchen som Penguins vann med 1-0.

#### 1992–93 – 1999–00
Säsongen 1992–93 vann Pittsburgh Penguins Presidents' Trophy som grundseriens bästa lag i stor stil med 119 poäng, 10 poäng före näst bästa laget Boston Bruins. Barrasso spelade 67 matcher under grundserien och vann 43 av dem, flest av alla målvakter i ligan. De regerande tvåfaldiga mästarna Penguins gick in i slutspelet som storfavoriter till att vinna en tredje raka Stanley Cup och vann också i första rundan mot New Jersey Devils med 4-1 i matcher. I andra rundan stötte man dock på patrull i form av New York Islanders. Matchserien gick till en sjunde och avgörande match i Pittsburgh där Islanders mycket överraskande avgick med segern efter det att David Volek avgjort till New York-lagets fördel på övertid.
Barrasso spelade i Penguins fram till och med säsongen 1999–00. Säsongerna 1994–95 och 1996–97 spelade han endast totalt 7 matcher på grund av skadebekymmer. 1997 blev han den förste amerikanske målvakten någonsin att vinna 300 matcher i NHL.

### 2000–2003
Under sina tre sista säsonger i NHL spelade Barrasso för Ottawa Senators, Carolina Hurricanes, Toronto Maple Leafs och St. Louis Blues.
Efter att Barrasso avslutat sin aktiva spelarkarriär arbetade han under fem år som assisterande tränare och målvaktstränare i Carolina Hurricanes organisation.

## Internationellt
Tom Barrasso vann ett OS-silver med det amerikanska landslaget under OS 2002 i Salt Lake City där han agerade reservmålvakt bakom Mike Richter. Barrasso spelade en match i turneringen mot Vitryssland, en match som USA vann med 8-1.
Barrasso deltog även i 1984 och 1987 års upplagor av Canada Cup samt i VM 1986.

## Meriter
- Calder Memorial Trophy – 1983–84
- Vezina Trophy – 1983–84
- NHL First All-Star Team – 1983–84
- NHL Second All-Star Team  – 1984–85, 1992–93
- William M. Jennings Trophy – 1984–85
- Stanley Cup – 1990–91, 1991–92
- Invald i United States Hockey Hall of Fame – 2009

## Statistik
M = Matcher, V = Vinster, F = Förluster, O = Oavgjorda, MIN = Spelade minuter, IM = Insläppta mål, N = Nollor, GIM = Genomsnitt insläppta mål per match, R% = Räddningsprocent

### Grundserie
| Säsong     | Lag                        | Liga           | M   | V   | F   | O  | MIN   | IM   | N  | GIM  | R%   |
| ---------- | -------------------------- | -------------- | --- | --- | --- | -- | ----- | ---- | -- | ---- | ---- |
| 1981–82    | Acton-Boxborough Colonials | High School-MA | 23  | —   | —   | —  | 1035  | 32   | 7  | 1.86 | —    |
| 1982–83    | Acton-Boxborough Colonials | High School-MA | 23  | 22  | 0   | 1  | 1035  | 17   | 10 | 0.99 | —    |
| 1983–84    | Buffalo Sabres             | NHL            | 42  | 26  | 12  | 3  | 2475  | 117  | 2  | 2.84 | .893 |
| 1984–85    | Buffalo Sabres             | NHL            | 54  | 25  | 18  | 10 | 3248  | 144  | 5  | 2.66 | .887 |
| 1984–85    | Rochester Americans        | AHL            | 5   | 3   | 1   | 1  | 267   | 6    | 1  | 1.35 | .936 |
| 1985–86    | Buffalo Sabres             | NHL            | 60  | 29  | 24  | 5  | 3561  | 214  | 2  | 3.61 | .880 |
| 1986–87    | Buffalo Sabres             | NHL            | 46  | 17  | 23  | 2  | 2501  | 152  | 2  | 3.65 | .874 |
| 1987–88    | Buffalo Sabres             | NHL            | 54  | 25  | 18  | 8  | 3133  | 173  | 2  | 3.31 | .896 |
| 1988–89    | Buffalo Sabres             | NHL            | 10  | 2   | 7   | 0  | 545   | 45   | 0  | 4.95 | .842 |
| 1988–89    | Pittsburgh Penguins        | NHL            | 44  | 18  | 5   | 7  | 2406  | 162  | 0  | 4.04 | .888 |
| 1989–90    | Pittsburgh Penguins        | NHL            | 24  | 7   | 12  | 3  | 1294  | 101  | 0  | 4.68 | .865 |
| 1990–91    | Pittsburgh Penguins        | NHL            | 48  | 27  | 16  | 3  | 2754  | 165  | 1  | 3.59 | .896 |
| 1991–92    | Pittsburgh Penguins        | NHL            | 57  | 25  | 22  | 9  | 3329  | 196  | 1  | 3.53 | .885 |
| 1992–93    | Pittsburgh Penguins        | NHL            | 67  | 43  | 14  | 5  | 3702  | 186  | 4  | 3.01 | .901 |
| 1993–94    | Pittsburgh Penguins        | NHL            | 44  | 22  | 15  | 5  | 2482  | 139  | 2  | 3.36 | .893 |
| 1994–95    | Pittsburgh Penguins        | NHL            | 2   | 0   | 1   | 1  | 125   | 8    | 0  | 3.84 | .893 |
| 1995–96    | Pittsburgh Penguins        | NHL            | 49  | 29  | 16  | 2  | 2799  | 160  | 2  | 3.43 | .902 |
| 1996–97    | Pittsburgh Penguins        | NHL            | 5   | 0   | 5   | 0  | 270   | 26   | 0  | 5.78 | .860 |
| 1997–98    | Pittsburgh Penguins        | NHL            | 63  | 31  | 14  | 13 | 3542  | 122  | 7  | 2.07 | .922 |
| 1998–99    | Pittsburgh Penguins        | NHL            | 43  | 19  | 16  | 3  | 2306  | 98   | 4  | 2.55 | .901 |
| 1999–00    | Pittsburgh Penguins        | NHL            | 18  | 5   | 7   | 2  | 870   | 46   | 1  | 3.17 | .881 |
| 1999–00    | Ottawa Senators            | NHL            | 7   | 3   | 4   | 0  | 418   | 22   | 0  | 3.16 | .879 |
| 2001–02    | Carolina Hurricanes        | NHL            | 34  | 13  | 12  | 5  | 1908  | 83   | 2  | 2.61 | .906 |
| 2001–02    | Toronto Maple Leafs        | NHL            | 4   | 2   | 2   | 0  | 219   | 10   | 0  | 2.50 | .909 |
| 2002–03    | St. Louis Blues            | NHL            | 6   | 1   | 4   | 0  | 293   | 16   | 1  | 3.28 | .879 |
| NHL totalt | NHL totalt                 | NHL totalt     | 777 | 369 | 277 | 86 | 44180 | 2385 | 38 | 3.24 | .892 |

### Slutspel
| Säsong     | Lag                 | Liga       | M   | V  | F  | MIN  | IM  | N | GIM  | R%   |
| ---------- | ------------------- | ---------- | --- | -- | -- | ---- | --- | - | ---- | ---- |
| 1983–84    | Buffalo Sabres      | NHL        | 3   | 0  | 2  | 139  | 8   | 0 | 3.45 | .864 |
| 1984–85    | Buffalo Sabres      | NHL        | 5   | 2  | 3  | 300  | 22  | 0 | 4.40 | .854 |
| 1987–88    | Buffalo Sabres      | NHL        | 4   | 1  | 3  | 224  | 16  | 0 | 4.29 | .867 |
| 1988–89    | Pittsburgh Penguins | NHL        | 11  | 7  | 4  | 641  | 40  | 0 | 3.80 | .897 |
| 1990–91    | Pittsburgh Penguins | NHL        | 20  | 12 | 7  | 1175 | 51  | 1 | 2.60 | .919 |
| 1991–92    | Pittsburgh Penguins | NHL        | 21  | 16 | 5  | 1233 | 58  | 1 | 2.82 | .907 |
| 1992–93    | Pittsburgh Penguins | NHL        | 12  | 7  | 5  | 722  | 35  | 2 | 2.91 | .905 |
| 1993–94    | Pittsburgh Penguins | NHL        | 6   | 2  | 4  | 356  | 17  | 0 | 2.87 | .895 |
| 1994–95    | Pittsburgh Penguins | NHL        | 2   | 0  | 1  | 80   | 8   | 0 | 6.00 | .805 |
| 1995–96    | Pittsburgh Penguins | NHL        | 10  | 4  | 5  | 558  | 26  | 1 | 2.80 | .923 |
| 1997–98    | Pittsburgh Penguins | NHL        | 6   | 2  | 4  | 376  | 17  | 0 | 2.71 | .901 |
| 1998–99    | Pittsburgh Penguins | NHL        | 13  | 6  | 7  | 787  | 35  | 1 | 2.67 | .900 |
| 1999–00    | Ottawa Senators     | NHL        | 6   | 2  | 4  | 372  | 16  | 0 | 2.58 | .905 |
| NHL totalt | NHL totalt          | NHL totalt | 119 | 61 | 54 | 6953 | 349 | 6 | 3.01 | .902 |

### Internationellt
| År            | Lag           | Turnering     |    | M | V | F | O   | MIN | IM | N    | GIM |
| ------------- | ------------- | ------------- | -- | - | - | - | --- | --- | -- | ---- | --- |
| 1983          | USA           | JVM           | 3  | — | — | — | 140 | 12  | 0  | 5.14 |     |
| 1984          | USA           | CC            | 5  | 2 | 2 | 1 | 252 | 13  | 0  | 3.10 |     |
| 1986          | USA           | VM            | 5  | — | — | — | 260 | 18  | 0  | 4.15 |     |
| 1987          | USA           | CC            | 1  | 0 | 1 | 0 | 60  | 5   | 0  | 5.00 |     |
| 2002          | USA           | OS            | 1  | 1 | 0 | 0 | 60  | 1   | 0  | 1.00 |     |
| Senior totalt | Senior totalt | Senior totalt | 12 | — | — | — | 632 | 37  | 0  | 3.51 |     |